# Samuran
Samuran é uma comuna francesa na região administrativa de Occitânia, no departamento dos Altos Pirenéus. Estende-se por uma área de 2,55 km². Em 2010 a comuna tinha 25 habitantes (densidade: 9,8 hab./km²).